# Aserbaidschanische Fußballnationalmannschaft (U-19-Junioren)
Die aserbaidschanische Fußballnationalmannschaft der U-19-Junioren ist die Auswahl aserbaidschanischer Fußballspieler der Altersklasse U-19. Sie repräsentiert die Azərbaycan Futbol Federasiyaları Assosiasiyası auf internationaler Ebene, beispielsweise in Freundschaftsspielen gegen die Auswahlmannschaften anderer nationaler Verbände, aber auch bei der seit 2002 in dieser Altersklasse ausgetragenen Europameisterschaft.

## Teilnahme an U-19-Europameisterschaften
- 2002: nicht qualifiziert (in der 1. Runde  gescheitert)
- 2003: nicht qualifiziert (in der 1. Runde  gescheitert)
- 2004: nicht qualifiziert (in der 1. Runde  gescheitert)
- 2005: nicht qualifiziert (in der 1. Runde  gescheitert)
- 2006: nicht qualifiziert (in der 1. Runde  gescheitert)
- 2007: nicht qualifiziert (in der Eliterunde  gescheitert)
- 2008: nicht qualifiziert (als viertbester Dritter die Eliterunde verpasst)
- 2009: nicht qualifiziert (als drittbester Dritter die Eliterunde verpasst)
- 2010: nicht qualifiziert (in der 1. Runde  gescheitert)
- 2011: nicht qualifiziert (als fünftbester Dritter die Eliterunde verpasst)
- 2012: nicht qualifiziert  (als fünftschlechtester Dritter die Eliterunde verpasst)
- 2013: nicht qualifiziert (in der 1. Runde  gescheitert)
- 2014: nicht qualifiziert (in der 1. Runde  gescheitert)
- 2015: nicht qualifiziert (in der Eliterunde  gescheitert)
- 2016: nicht qualifiziert (in der 1. Runde  gescheitert)
- 2017: nicht qualifiziert (in der 1. Runde  gescheitert)
- 2018: nicht qualifiziert (in der 1. Runde  gescheitert)
- 2019: nicht qualifiziert (in der Eliterunde  gescheitert)
- 2020 nicht qualifiziert / Turnier abgesagt (als drittschlechtester Dritter die Eliterunde verpasst)
- 2022: nicht qualifiziert (als schlechtester Dritter die Eliterunde verpasst)

| Bilanz     | Bilanz | Bilanz | Bilanz | Bilanz      | Bilanz | Bilanz    | Bilanz       |
| Runde      | Spiele | Siege  | Remis  | Niederlagen | Tore   | Gegentore | Tordifferenz |
| ---------- | ------ | ------ | ------ | ----------- | ------ | --------- | ------------ |
| 1. Runde   | 59     | 15     | 10     | 34          | 59     | 126       | −67          |
| Eliterunde | 12     | 01     | 02     | 09          | 06     | 030       | −24          |
| Gesamt     | 71     | 16     | 12     | 43          | 65     | 156       | −91          |